# 思辨實在論
思辨實在論，是当代歐陆哲学或后歐陆哲学（post-Continental philosophy）的运动。思辨實在論主張一種形上学实在论的宽松立場，以反对后康德哲学或相關主義（correlationism）。 
思辨實在論，得名自2007年4月伦敦大学金匠学院举行的会议。会议由金匠學院的阿尔伯特·托斯卡诺主持，贝鲁特美国大学（时密德薩斯大学）的布雷希耶 、西英格兰大学的格蘭特 、开罗美国大学的格瑞漢姆·哈曼、巴黎高等师范学院的甘丹·梅亚苏 進行演講 。 「思辨實在論」一般認為得名自布雷希耶，而梅亚苏則早已使用「思辨唯物論」（英語：Speculative materialism）一词来描述自己的立场。 
2009年4月24日星期五，距金匠學院的第一次會議的两年后，於西英格兰大学举行，第二次会议题为「思辨實在論/思辨唯物論」 。  與會者包括布雷希耶、格蘭特、格瑞漢姆·哈曼和代替未能與會的梅亞蘇的阿尔伯特·托斯卡诺。 

## 批判相關主義
尽管在基本哲学问题上存在分歧，但思辨實在論的思想家共同的抵制他们眼中受康德传统启发的人类有限性哲学。
运动4位核心成员团结試圖克服“相關主義” 和“進路哲学”（英語：philosophies of access）。在《有限之後》，梅亚苏将相關主義定义为“如此這般的想法，該想法認為，我们只能接触到思维与存在之间的相关性，而永远无法将其中任何一个与另一个分开考虑。” 進路哲学是任何一种将人类置于其他实体之上的特权哲学。对于思辨實在論者来说，“相關主義” 和“進路哲学”都是人类中心主义的某種形式。
思辨實在論的4位核心思想家致力推翻赋予人类特权的哲学形式，支持独特的實在論形式，反对主導当代欧陆哲学的唯心主义形式。

### 代表性的思辨實在論者
- 尼克·兰德
- 甘丹·梅亚苏
- 伊莎贝尔·斯唐熱

## 註腳
1. ↑  Paul John Ennis, Post-continental Voices: Selected Interviews, John Hunt Publishing, 2010, p. 18.
2. ↑  Mackay, Robin. . Collapse. March 2007, 2 (1): 3–13  [2023-08-10]. （原始内容存档于2015-07-25）.
3. ↑  . crln.acrl.org.   [2023-08-10]. （原始内容存档于2023-12-21）.
4. 1 2  Graham Harman, "brief SR/OOO tutorial." （页面存档备份，存于）
5. 1 2  . 12 May 2009  [2023-08-10]. （原始内容存档于2023-06-22）.
6. ↑  Mackay, Robin. . Collapse. March 2007, 2 (1): 3–13  [2023-08-10]. （原始内容存档于2015-07-25）.
7. ↑  Quentin Meillassoux (2008), After Finitude, p. 5.

- Graham Harman, Speculative Realism: An Introduction, John Wiley & Sons, 2018.